# Tanque de almacenamiento

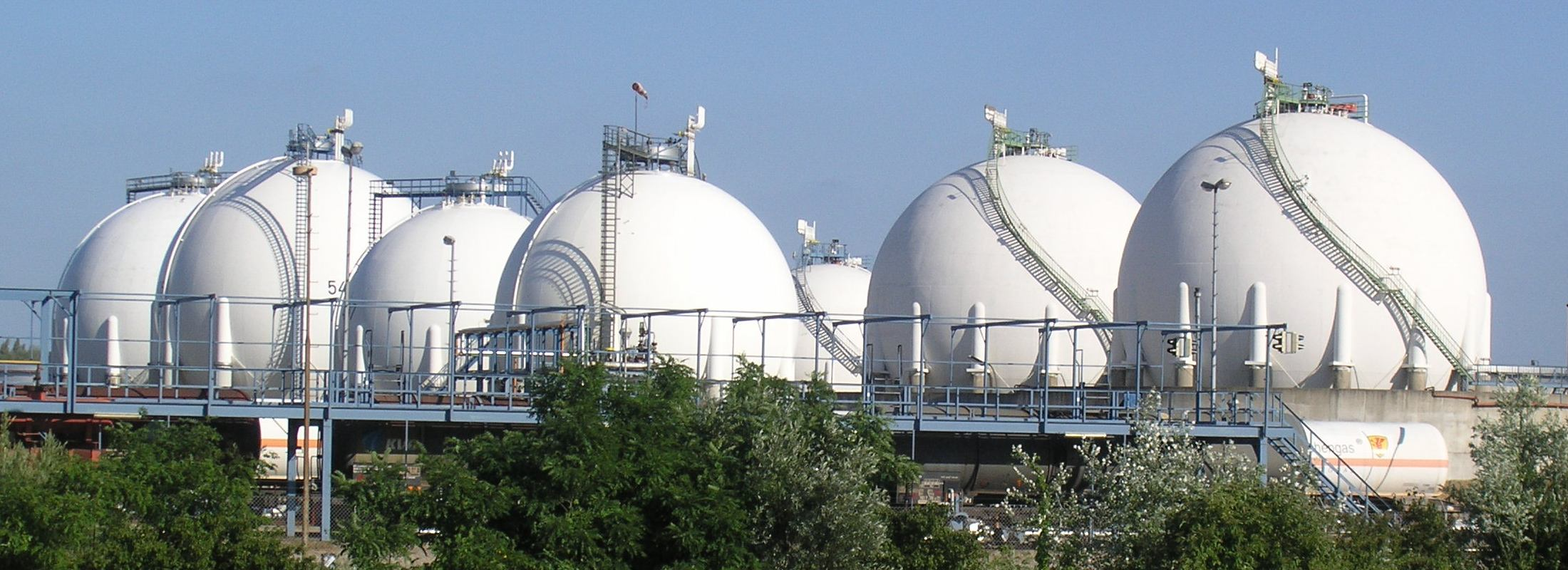
Tanques de gas esféricos

Los tanques de almacenamiento son estructuras de diversos materiales, por lo general de forma cilíndrica, que son usadas para guardar y/o preservar líquidos o gases a una presión determinada. Los tanques de almacenamiento suelen ser usados para almacenar líquidos, y son ampliamente utilizados en las industrias de gases, del petróleo, y química, y principalmente su uso más notable es en las refinerías por sus requerimientos para el almacenamiento, sea temporal o prolongado; de los productos y subproductos que se obtienen de sus actividades.
Estos recipientes o depósitos, tienen como finalidad el guardar y preservar líquidos (agua, aceite, alimentos, bebidas o combustibles), sólidos (materia prima de la industria alimentaria) y gases a presión, entre otros, por lo que en ciertos medios técnicos también se les conoce como tanques de almacenamiento presurizados.

## Características y normas de producción

### Normas de producción

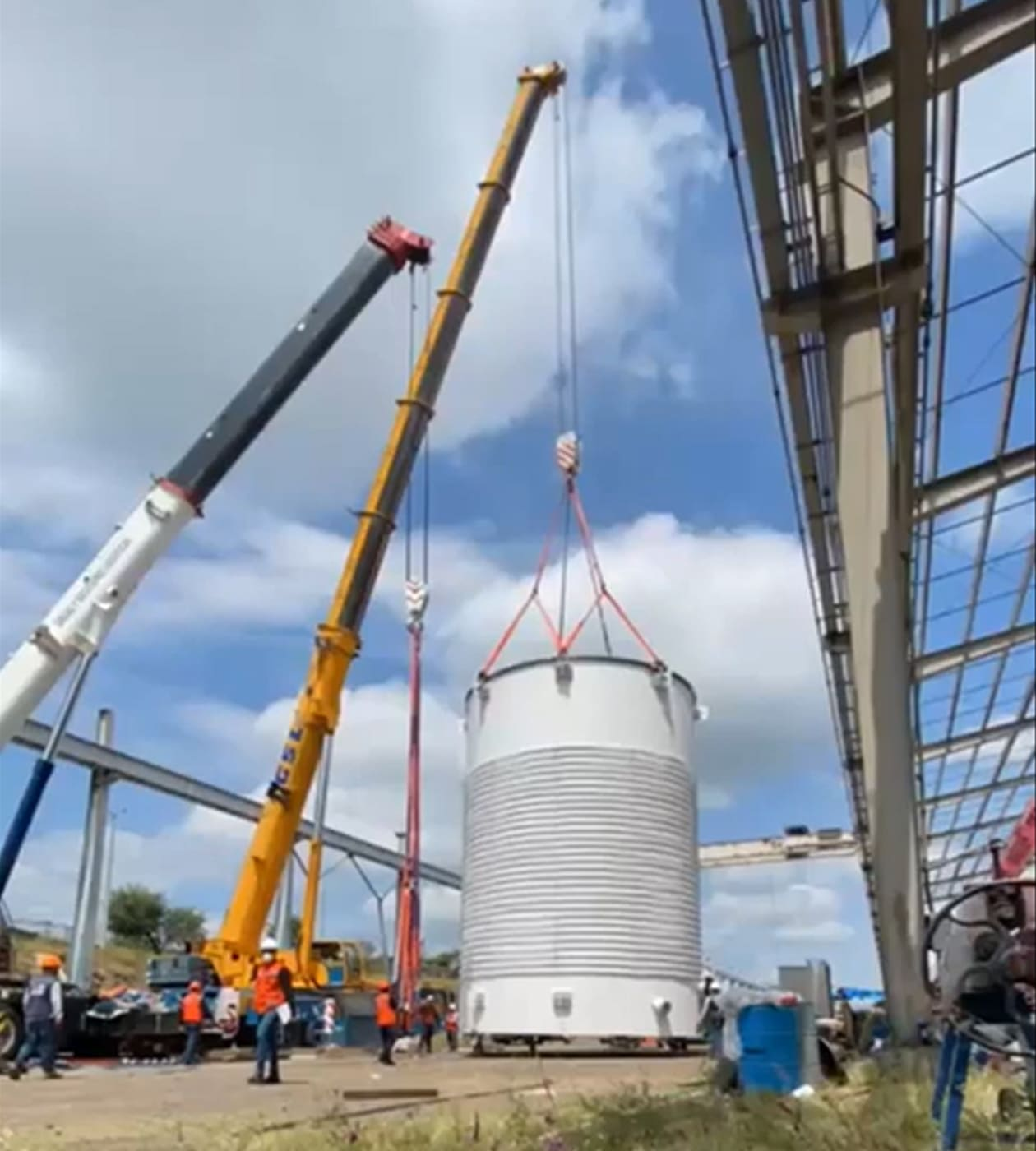
Tanques de acero inoxidable

Debido a su tamaño, usualmente son diseñados para contener el líquido a una presión ligeramente mayor que la atmosférica. Las normas empleadas por la industria petrolera son originadas en el estándar de la API, utilizándose principalmente el código API 650 para aquellos tanques nuevos y en el que se cubren aspectos tales como materiales, diseño, proceso y pasos de fabricación, y pruebas, mientras que el código API 653 se usa para la reconstrucción o modificación de tanques anteriormente usados. 

### Características
La diversidad de productos almacenados que es contemplada en la aplicación del código de construcción, API y códigos relacionados describe aspectos de construcción tales como: 
- Seguridad.
- Prevención de evaporación de líquidos con alta evaporación.
- Presión de vapor de los líquidos contenidos.
- Retención, mantenimiento y disposición final del tanque.

- Operación del tanque.
- Dispositivos de protección y prevención de incendios.
- Válvulas de control de sobrepresión interna.

- Accesos y escapes de personal del tanque.
- Accesos y escapes de y al techo del tanque para inspección.
- Protección anticaídas de personal de operación y mantenimiento.

- Sistemas de protección eléctrica e iluminación.
- Iluminación nocturna.
- Protección contra rayos y tormentas.
- Protección catódica anticorrosión.

- Pintura.
- Pintura exterior.
- Carteles y/o letreros informativos del producto y capacidad.

Las características de volumen, especificaciones de acabado, de protección interna contra corrosión y otras más son hechas de acuerdo a las necesidades del usuario final.

## Tamaños
Los tamaños de los tanques están especificados según la autonómica del estado plurinacional y de acuerdo a las normas y/o códigos establecidos por la API A continuación se tabulan los volúmenes, diámetros y alturas usadas comúnmente en los tanques de almacenamiento atmosférico. La unidad BLS significa barriles estándar de petróleo, la que es equivalente a 42 galones (158,98 litros). 

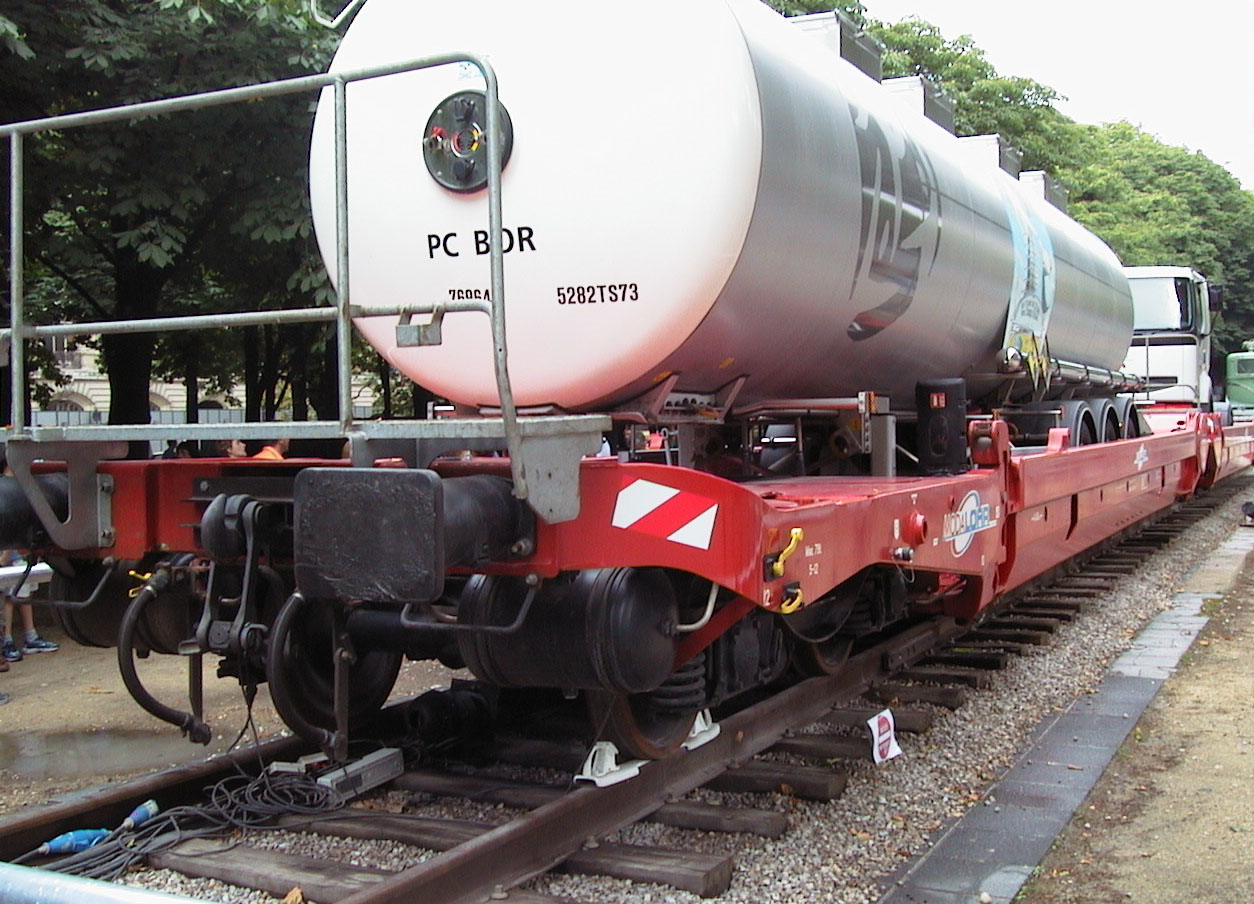
Un Ferrotanque.

| Capacidad en BLS | Diámetro en pies | Altura en pies |
| ---------------- | ---------------- | -------------- |
| 500              | 18               | 18             |
| 1000             | 20               | 18             |
| 2000             | 24' 6"           | 24             |
| 3000             | 30               | 24             |
| 5000             | 31' 8"           | 36             |
| 10000            | 42' 6"           | 40             |
| 15000            | 58               | 32             |
| 20000            | 60               | 40             |
| 30000            | 73' 4"           | 40             |
| 55000            | 100              | 40             |
| 80000            | 120              | 40             |
| 100000           | 134              | 40             |
| 150000           | 150              | 48             |
| 200000           | 180              | 48             |
| 500000           | 280              | 48             |

## Usos de los tanques de almacenamiento en la industria
Los tamaños mostrados y las unidades de medida son ampliamente utilizados en la industria de refinación de petróleo, donde se refieren a tanques con capacidades de BLS o barriles; y asimismo, las refinerías son catalogadas por su capacidad de producción en BLS.
Los productos que se almacenan van desde crudo sin procesar, petróleo semipesado, gasolina, naftalina, diésel, aceites pesados, aceites semipesados, y en algunos casos pueden emplearse para almacenar otra clase de líquidos requeridos en sus procesos de funcionamiento tales como agua para el sistema de extinción de incendios, compuestos ácidos, grasas alimenticias, leche, granos, harinas alimenticias entre otros.

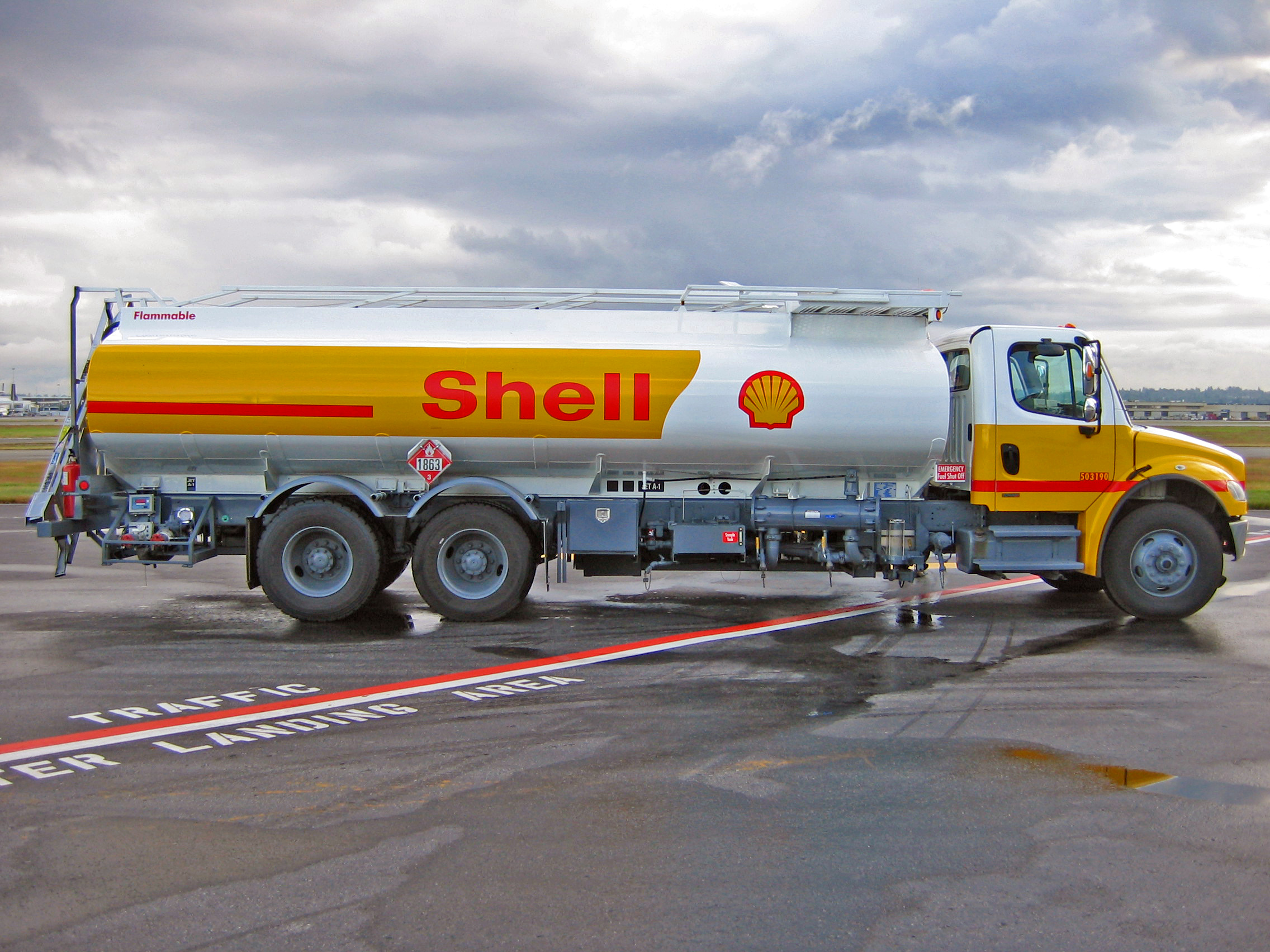
Un Carrotanque, en España se le ha nombrado comúnmente a Camión cisterna.

## Tipos de tanques de almacenaje
Existen diversos tipos de tanques de almacenamiento, entre ellos podemos encontrar los siguientes:
- Ferrotanque: es el tanque de almacenamiento que es transportado en rieles por locomotoras.

- Carrotanque: es el tanque de almacenamiento que es transportado por un cabezote, en carreteras y/o vías de tránsito.

- Tanques de almacenamiento de hidrocarburos: como su nombre lo estipula, es el tanque que se suele alojar en las refinerías o terminales petroleras para depositar allí los productos o subproductos del proceso de refinado de petróleo.[5]

- Tanques de almacenamiento de proceso: son tanques utilizados en las industrias de procesos alimenticias, automotrices, electrónicas, para almacenar sustancias líquidas o en forma granuladas según sea el caso , para su uso en el proceso de la manufactura de un producto terminado.
- Cilíndricos: por lo general, se emplean de forma horizontal o vertical. Pueden incluir accesorios para aumentar y disminuir la temperatura interior, y sirven sobre todo para almacenar agua y productos químicos, alimentos líquidos, además de bebidas y combustibles.
- Esféricos: se trata de los más recomendados para almacenar grandes volúmenes, como gases.
- Rectangulares: se trata de un diseño poco común, pues su fabricación implica un sobrecoste, debido a los refuerzos adicionales de los que hay que dotar al equipo por su menor resistencia.